# Mug (bier)
Mug of Mug Bitter is een Belgisch-Nederlands bier. Het wordt gebrouwen door de Scheldebrouwerij te Meer, een deelgemeente van Hoogstraten.

## Achtergrond
Mug wordt gebrouwen in opdracht van Braai Tapperij “De Mug” in Middelburg volgens een eigen recept. Oorspronkelijk werd het bier gebrouwen door Brouwerij 't IJ. Het werd gelanceerd op 17 augustus 1988 ter gelegenheid van het 15 jaar bestaan van “De Mug”. Vanaf 1997 wordt het bier gebrouwen door de Scheldebrouwerij.

Aanvankelijk was de brouwerij gevestigd in Nederland en werd Mug daar ook gebrouwen. In 2007 vestigde de Scheldebrouwerij zich in België, vandaar de benaming “Belgisch-Nederlands bier”.

Op het etiket van het bier staat een tekening van een fossiele mug in steen.

## Het bier
Mug is een blond bier van hoge gisting met een alcoholpercentage van 5% en een densiteit van 12,5° Plato. Het wordt gemaakt via de methode van drooghoppen, wat extra bitterheid geeft.